# Le Matou (roman)
Pour les articles homonymes, voir Le Matou.
Le Matou est un roman écrit par l'auteur québécois Yves Beauchemin et paru en 1981. L'œuvre a été adaptée à l'écran par Jean Beaudin, qui en a fait un film du même nom: Le Matou.

## Résumé
Le Matou raconte l'histoire rocambolesque et ubuesque de Florent, un jeune homme ambitieux qui fait la rencontre de son Méphistophélès en la personne d'un riche vieillard, Egon Ratablavasky, qui lui permettra d'acquérir l'objet de sa convoitise, La Binerie Mont-Royal. Se greffent à ces personnages le jeune Émile, un jeune garçon naufragé de la rue qui trouve refuge dans le restaurant tenu par Florent et sa compagne, et un chat qui sera appelé à devenir le héros du roman. La générosité de Ratablavasky cache des désirs de domination et une méchanceté sordide dont seule la malignité du «matou» d'Émile saura venir à bout.  

## Réception de l’œuvre
Ce livre s'est vendu à plus d'un million d'exemplaires et a été traduit en 16 langues.

## Thématiques abordées
La thématique principale de cet ouvrage est la culture québécoise. En effet, l'aspect en apparence très américain de l’œuvre est souligné dans plusieurs critiques précédemment mentionnées, mais il est possible également d'y voir plusieurs références aux traditions françaises, ainsi qu'un attachement particulier aux valeurs spirituelles,. Lors de l'écriture de son livre, Yves Beauchemin aurait été influencé par la montée en popularité du Parti québécois dans les années 1970 et la création de la loi 101. 
Une des thématiques abordées comprend la culture américaine. Au cours du livre, les Américains sont souvent mentionnés de façon péjorative, pourtant en se penchant sur les actions des personnages, il apparaît que le rêve de Florent ressemble au rêve américain et qu'il cherche à imiter son patron anglophone en partant à son compte en affaire. 
Plusieurs analystes comparent Le Matou et un autre livre d'Yves Beauchemin L'Enfirouapé. Il y est mention du rapport entre la littérature et la vie politico-économique, ou littérature de façon plus globale. On parle même parfois d'un certain refoulement de la littérature dans l’œuvre de Beauchemin via le recueil du personnage Ratablavasky intitulé «méditations écrites dans un jargon mystique rébarbatif », qui se rélèle indéchiffrable par les autres personnages.  
Le néolibéralisme est également une thématique abordée avec des personnages aspirant à une réussite à tout prix. Deux visions du libéralisme s'opposent dans ce livre, soit le libéralisme de Florent à la québécoise, respectueux de valeurs collectives, et le néolibéralisme cynique de Ratablavasky, où tous les coups sont permis.  

## Distinctions et prix
- 1981 :  Grand Prix littéraire de la Communauté urbaine de Montréal[6],[7]
- 1982 : Prix des jeunes romanciers du Journal de Montréal
- 1982 :  Prix du roman de l’été, à Cannes
- 1985 : Prix du public au Salon du livre de Montréal
- 1992 : Grand prix littéraire des lycéens d’Île-de-france